# Application delivery controller
Pour les articles homonymes, voir ADC.
Un contrôleur de livraison d'applications (application delivery controller en anglais, ADC) est un dispositif de réseau informatique dans un centre de données, souvent faisant partie d'un réseau de distribution d'applications (ADN), qui aide à effectuer des tâches courantes telles que celles effectuées par les sites web pour éliminer la charge des serveurs web eux-mêmes. Beaucoup assurent aussi de la répartition de charge. Les ADC sont généralement placés dans la DMZ, entre le pare-feu ou un routeur et d'une ferme Web.

## Fonctionnalités
Les ADC de première génération, vers 2007, font simplement de l’accélération d’applications et de la répartition de charge.
Au début de 2013, les ADC offrent souvent des fonctionnalités comme la compression de données, mémoire cache, multiplexage, traffic shaping, sécurité de la couche application, accélération SSL (Secure Socket Layer) et commutation de contenu (content switching) combiné avec une répartition de charge avec le serveur de base.  Certains offrent des fonctionnalités telles que la manipulation de contenu, stratégies avancées de routage, et le suivi de l'état du serveur.

## Disponibilité
Les produits d'accélération d'applications sont disponibles chez plusieurs fournisseurs en 2007, par exemple Cisco Systems, F5 Networks, Juniper Networks, Microsoft et Strangeloop Networks. Chez Cisco, on peut trouver des applications delivery controllers dans les séries de switches Catalyst 6500 ou les routeurs 7600. Ces produits sont de plus en plus éclipsés par les séries BIG-IP de F5 Networks, qui s’affirme comme le leader du marché au début de 2013. Ce segment de marché est devenu fragmenté en deux grands domaines : 1) l'optimisation du réseau d’une manière générale et 2) l'optimisation spécifique de structure/application. Ces deux types de dispositifs améliorent les performances, mais le dernier est généralement plus conscients des stratégies d'optimisation qui fonctionnent le mieux avec un cadre d'application en particulier, en se concentrant sur ASP.NET ou AJAX par exemple.
En  2005, le marché des ADC est estimé à 727 millions de dollars US par Gartner, dont à peu près 60 % est dominé par F5 Networks et Cisco Systems. Pour le cabinet d’études de marché Dell'Oro Group dans un rapport publié en 2012, ce marché dépassera les 2 milliards de dollars US en 2016. En 2012, Cisco Systems perd des parts de marché en faveur de F5 Networks et d’autres acteurs comme Citrix, Riverbed Technology et A10 Networks qui deviennent des ténors du secteur.